# Randall Snyder
Randall Snyder (Chicago, Illinois, 6 april 1944) is een Amerikaans componist, muziekpedagoog en saxofonist.

## Levensloop
Snyder kreeg van zijn vader, een professionele jazzmuzikant, saxofoonles. Toen hij op de High School zat kreeg hij een prijs, die verbonden was met een Stan Kenton Band Camp. Hij studeerde onder andere bij Lavern Wagner aan het Quincy College in Plymouth (Massachusetts) en later aan de Universiteit van Wisconsin in Madison in Madison (Wisconsin). In 1973 promoveerde hij tot Ph.D. (Philosophiæ Doctor) aldaar. Snyder studeerde ook Koreaanse muziek aan het traditionele Performing Arts Institute in Seoel. 
Aan de Universiteit van Wisconsin in Madison heeft hij aanvankelijk ook gedoceerd. In 1974 verwisselde hij die baan voor de School of Music van de Universiteit van Nebraska-Lincoln in Lincoln (Nebraska). Sinds 1996 is hij daar ook Composer-in-Residence. Naast compositie doceert hij aan de universiteit ook in cursussen voor ethno-musicologie, jazz en populaire muziek. Aan de universiteit heeft hij het Lincoln Improvisation Ensemble opgericht. Snyder kreeg 3 fellowships van de National Endowment for the Arts.
Hij werkt samen met het Nebraska Chamber Orchestra. 
Als componist schrijft hij werken voor orkest, harmonieorkest, vocale muziek en kamermuziek.

## Composities

### Werken voor orkest
- 1971 rev.2005 Concerto, voor fagot en kamerorkest
- 1973 HEGEMONY, voor kamerorkest
- 1980 Sabbatical Music, voor kamerorkest
- 1986 rev.2008 Landscapes, voor orkest
- 1992 Jewel In The Crown, voor orkest
- 1994 Armáta, voor kamerorkest
- 1997 Double, voor kamerorkest
- 1997 Double II, voor kamerorkest
- 2002 The Robinson Sequence, voor spreker en orkest - tekst: Weldon Kees (1914-1955?)
- 2006 Mindless Pleasures: Living With "Gravity's Rainbow", voor kamerorkest
  1. A screaming comes across the sky
  2. "more Ouspenskian nonsense"
  3. triggered to the icy noctiluca
  4. The Kenosha Kid Medley
  5. All you feel like listening to Beethoven is going out and invading Poland
  6. brains ravaged by antisocial and mindless pleasures
- 2008 Randwulf, voor orkest
- Chamber Symphony
- Concerto for 2 Pianos "Double", voor twee piano's en orkest
- Namdaemun, voor orkest

### Werken voor harmonieorkest
- 1964 Concert, voor trombone en klein harmonieorkest
- 1964 Concert, voor trompet en klein harmonieorkest
- 1971 rev.2001 Dialog 1971, voor harmonieorkest
- 1971 Variations
- 1972 Four Pieces
- 1975 Six Sound-Pieces
- 1989 rev.2006 The Voyages of Ibn Battuta, voor harmonieorkest
- 1994 Matsuri (Festivals), voor harmonieorkest
- 1999 Amber Changes, voor harmonieorkest
- 2000 The Owl in Daylight, voor harmonieorkest
- 2007 Strange Grooves, voor harmonieorkest
- 2008 Nebraska City Breakdown, voor harmonieorkest

### Vocale muziek
- 1966 rev.2003 Dover Beach, voor sopraan, alt, tenor, bas en piano - tekst: Matthew Arnold (1822-1888)
- 1967 Three Millay Songs, voor sopraan en piano - tekst: Edna St. Vincent Millay
- 1969 rev.2001 Flowers By The Sea, voor tenor, dwarsfluit, klarinet, fagot en piano - tekst: William Carlos Williams
- 1971 Three Patchen Songs, voor sopraan, hobo, basklarinet, altviool, marimba en harp - tekst: Kenneth Patchen
- 1984 The Kraken, voor spreker, 4 sopranen, 4 alt, 8 dwarsfluiten en orgel - tekst: Alfred Lord Tennyson
- 1985 Of Mere Being and other songs, voor mezzosopraan en piano - tekst: Wallace Stevens
- 1987 rev.2006-2007 Mexico City Blues - tekst: Jack Kerouac
  1. Part I - voor dwarsfluit, spreker en bongo's
    1. Junky
    2. Dharma Bum
    3. Dr. Sax

  2. Part II - voor trombone, contrabas en spreker
    1. Road
    2. Subterraneans
    3. Lowell Canto

  3. Part III - voor altsaxofoon, slagwerk en spreker
    1. Serenades
    2. Garver's Canto
    3. Fellaheen
    4. Epilog
- 1990 Across The Sandhills, voor sopraan en piano
- 1990 Two Spender Songs, voor bariton en piano - tekst: Stephen Spender
- 1995 Aquella Cativa, voor spreker en dwarsfluit - tekst: Luis Vaz de Camões (1524-1580)
- 1995 A Route of Evanescence, voor sopraan, hobo, cello en piano - tekst: Emily Dickinson, brief aan Thomas Wentworth Higginson, 15 april 1862
  1. We Play At Paste
  2. South Winds Jostle Them
  3. Success Is Counted Sweetest
  4. The Soul Unto Itself
  5. As Imperceptibly As Grief
  6. A Route of Evanescence
- 1998 Moonsong, voor sopraan, dwarsfluit, klarinet, cello, marimba en piano - tekst: Marjorie Saiser
  1. The Moon Feels Smug
  2. The Scholarly Moon
  3. The Moon in Winter
  4. The Moon Last Night
  5. Full Moon At Dusk
- 2000 Sarah Revisited, voor tenor en piano
- 2002 Wind Shards, voor sopraan en piano - tekst: Marjorie Saiser
- 2002 Winter Songs, voor sopraan en piano - tekst: Weldon Kees
- 2005 Place of Execution, voor sopraan, alt, tenor, bas en orkest - tekst: Weldon Kees
- 2005 Four Shakespeare Songs, voor sopraan, cello, en klavecimbel  - tekst: William Shakespeare
- 2006 Lady Daibu, voor spreker, sopraan, altfluit/piccolo, cello, slagwerk en klavecimbel
- 2006 Voyages Through The Inland Sea, voor sopraan en klarinet - tekst: Ted Kooser
- 2008 Spring Song, voor mezzosopraan, altfluit, altviool en twee slagwerkers - tekst: Pyon Yong-no (1897-1961)
  1. Spring Rain
  2. Wild Lettuce
  3. Forsythias
  4. April
  5. Spring Is A Cat
  6. Till Peonies Bloom
- Traveling West, liederencyclus voor mezzosopraan en kamerensemble (dwarsfluit, viool, altviool, cello en piano) - tekst: Susan Strayer Deal, Marjorie Saiser, Hilda Raz en Kathleene West

### Kamermuziek
- 1965 Symphony in two movements, voor 2 dwarsfluiten, 2 hobo's, 2 klarinetten, 2 fagotten, 4 hoorns, 3 trompetten, 3 trombones, tuba, pauken en 2 slagwerkers
- 1970 Fantasy, voor trombone en piano
- 1970 Sandepiece, voor tuba en piano
- 1971 Monument, voor piccolo, dwarsfluit, hobo, klarinet, basklarinet, fagot, hoorn in F, trombone, tuba, pauken, slagwerk en piano
- 1972 rev.2005 Improvisations, voor altsaxofoon, 3 slagwerkers en piano
- 1975 rev.2002 Almagest, voor dwarsfluit, hobo, klarinet, altsaxofoon, hoorn in F, fagot
- 1972-2000 Music From A Distant Planet, voor koperkwintet
- 1980 rev.2006 New Refrains, voor dwarsfluit, cello en piano
- 1982 Scylla & Charybdis, voor contrabas en slagwerk
- 1982 rev.1997 Portals, voor twee piano's en twee slagwerkers
- 1983 rev.2001 Concerto for Calvert, voor marimba, contrabas en piano
- 1983 Memes, voor klarinetkwintet
- 1984 rev.2005 Duo Sonata, voor tuba en pauken
- 1985 Schubertiad, voor 2 dwarsfluiten, 2 hobo's, 2 klarinetten, altsaxofoon, 2 fagotten, 4 hoorns, 2 trompetten in C, 3 trombones, tuba, 4 slagwerkers en harp
  1. Prelude
  2. Originaltänze
  3. Chaconne
- 1989 rev.2007 Blazerskwintet Nr. 3
- 1991 rev.2002 Axis Mundi, voor tuba en slagwerk
- 1992 Volante, voor hobo, althobo, fagot, slagwerk, harp, piano, viool I, viool II, altviool, cello en contrabas
- 1997 Burnished Paths, voor natuurfluit, 2 slagwerkers, harp, 2 violen, altviool, cello en contrabas
- 1999 Duo Concertante, voor altviool en contrabas
- 1999 Autumn Pieces, voor cello en piano
- 1999 The New Postmodern Patagonian Express, voor dwarsfluit, hobo, klarinet, altsaxofoon, fagot, hoorn, trompet, slagwerk, viool, altviool, cello en contrabas
- 2000 Clarinet Sanjo, voor klarinet solo, dwarsfluit, hobo, altsaxofoon, trompet, hoorn, tuba, slagwerk, 2 violen, altviool, cello en contrabas
- 2001 Facets, voor dwarsfluit, klarinet, hoorn en fagot
- 2002 Septet, voor dwarsfluit, klarinet, basklarinet, trompet, trombone, viool en cello
- 2002 Strijkkwartet
- 2005 Purcell Changes, voor koperkwartet
- 2005 Spring Sonatina, voor fagot en piano
- 2006 Consort, voor tenorblokfluit en orgel
- 2006 Psalms for a Dark Age, voor solo trombone, 10 trombones en 2 bastrombones
  1. Litanies
  2. Die Fahne Hoch
  3. Devouring Time
- 2006 Sonatina, voor dwarsfluit en harp
- 2007 Juggernaut, voor tenorsaxofoon, hoorn in F en trombone
- 2007 Koperkwintet Nr. 2
- 2007 Night Country an Eiseley meditation, voor dwarsfluit en piano
- 2008 Fictions, voor dwarsfluit, hobo, klarinet, fagot, hoorn, trompet, slagwerk, viool, altviool en cello
- Ricercar, voor 4 hoorns

### Werken voor orgel
- 1977 Metanoia
- 1989 rev.2006 Dances of Siva
  1. prolog: Cambrian Explosion
  2. Permian Extinction
  3. Cretaceous Extinction
  4. Pleistocene Ice Age

### Werken voor piano
- 1969 Fantasia, voor twee piano's
- 1991 Four Satirical Songs
- 1997 Nightwood
- 1999 Tentacles
- 2000 Illuminations from Valis
- 2008 Originaltänze

### Werken voor klavecimbel
- 1982 rev.2007 The Book Of Imaginary Beings

### Werken voor harp
- 1981 Ennead, voor 3 harpen
  1. Phosphenes
  2. Alembic Fantasy
  3. Corona
  4. Homage a Harpo
  5. Homeostasis
  6. Tropes
  7. Phlogisticated Homophones
  8. Sesquialtera Games

### Werken voor slagwerk
- 1993 tchoeotta.........p'urotta, voor 4 slagwerkers

### Werken voor Big Band
- 1975 rev.2001 Rhamphorhynchus
- 1975 rev.2001 Dimetrodon
- 1981 rev.2006 Archaeopteryx
- 1983 rev.2005 Samsara
- 1998 Territorial Riffs
- 1999 Amber Changes
- 1999 SPHERE
- 2008 Le Sacre du Big Red

### Pedagogische werken
- 2007 Vibraphone Studies